# Impatiens subaequalis
Impatiens subaequalis är en balsaminväxtart som beskrevs av William Grant Craib. Impatiens subaequalis ingår i släktet balsaminer, och familjen balsaminväxter. Inga underarter finns listade i Catalogue of Life.